# Oblikovanje
Oblikovanje (pogosto z angl. tujko  design) je načrtna prilagoditev nekega predmeta ali procesa za končno rabo ali nadaljnjo obdelavo.